# بیندیشید و ثروتمند شوید
بیندیشید و ثروتمند شوید (انگلیسی: Think and Grow Rich) کتابی است که توسط ناپلئون هیل در سال ۱۹۳۷ نوشته شده و درباره چگونگی بهبود بخشیدن شخصی افراد است. او مدعی است که این کتاب با الهام از نیکوکار و تاجر مشهور آمریکایی اندرو کارنگی نوشته شده‌‌است.    گرچه عنوان و بیشتر متن کتاب درباره افزایش درآمد فرد است ولی نویسنده اصرار دارد که در کنار فلسفه‌ای که در این کتاب آموخته می‌شود به فرد در موفقیت در هر زمینه شغلی کمک خواهد کرد، هرچیزی که فرد تصورش را بکند به آن دست خواهد یافت. این کتاب اولین بار در زمان رکود بزرگ منتشر شد. تا زمان مرگ هیل در سال ۱۹۷۰، ۲۰ میلیون نسخه از این کتاب فروخته شد. تا سال ۲۰۱۶ حدود ۱۰۰ میلیون نسخه در سرتاسر جهان به فروش رفته است و یکی از پرفروش‌ترین آثار هیل است.

## تاریخچه
در سال ۱۹۳۵، همسر دوم ناپلئون هیل، فلورانس، از وی طلاق گرفت. یک سال بعد، در سال ۱۹۳۶، هیل در یکی از سخنرانی‌هایش با زنی به نام رُزا لی بیلند آشنا شد و فردای آن روز از او خواستگاری کرد. آن‌ها به سرعت ازدواج کردند. اما وضعیت مالی آن‌ها به گونه‌ای بود که نتوانستند خانه‌ای برای خود تهیه کنند، بنابراین به خانه پسر هیل از ازدواج قبلی‌اش، بلر، در شهر نیویورک نقل مکان کردند.
پس از چند ماه زندگی مشترک در آن خانه، همسر بلر، یعنی ورا، به دلیل آزار و رفتار ناشایست ناپلئون هیل، خانه را ترک کرد. مدتی بعد نیز بلر از آن خانه خارج شد. پیش از رفتن، بلر مبلغی معادل ۳۰۰ دلار به پدرش و رزا قرض داد تا بتوانند کار روی کتاب جدید خود، بیندیشید و ثروتمند شوید را ادامه دهند.
کتاب در سال ۱۹۳۷ منتشر شد و به موفقیتی تجاری دست یافت. رزا لی بیلند سهم چشمگیری در نویسندگی، ویرایش و آماده‌سازی نهایی کتاب داشت. در سال ۱۹۴۰، هیل و بیلند از یکدیگر جدا شدند؛ با این حال، درآمد حاصل از فروش کتاب به نام بیلند ثبت شده بود تا از ادعاهای احتمالی همسر قبلی هیل (فلورانس) و فرزندانش جلوگیری شود. به همین دلیل، حقوق مالی کتاب پس از طلاق نیز در اختیار بیلند باقی ماند. گفته می‌شود که هیل و بیلند هرگز قرض بلر را بازنگرداندند و حتی بیلند در این‌باره او را مسخره می‌کرد.

## خلاصه کتاب
کتاب بیندیشید و ثروتمند شوید خلاصه‌ای از اثر پیشین ناپلئون هیل به نام قانون موفقیت است که نتیجه بیش از بیست سال تحقیق او دربارهٔ عادت‌ها و شیوه‌های تفکر افرادی است که به ثروت و موفقیت شخصی بزرگی دست یافته‌اند. هیل پس از مطالعه و مصاحبه با این افراد، ۱۶ قانون کلیدی برای موفقیت را استخراج کرد، که در این کتاب به‌صورت ساده‌تر و در قالب ۱۴ اصل یا همان «فلسفه کامیابی» ارائه شده‌اند.
مضمون اصلی کتاب این است که هر فردی می‌تواند با پیروی از مجموعه‌ای از اصول روان‌شناختی و ذهنی، به موفقیت و ثروت برسد. این اصول که هیل آن‌ها را «۱۳ گام به سوی ثروت» می‌نامد، شامل موارد زیر هستند:
1. اشتیاق شدید: داشتن هدفی مشخص و آرزویی سوزان برای دستیابی به آن.
2. ایمان: باور تزلزل‌ناپذیر به خود و توانایی تحقق اهداف.
3. خودگویی (تلقین به نفس): استفاده از جملات مثبت برای تقویت باورها و اهداف.
4. دانش تخصصی: کسب مهارت و دانش مرتبط با مسیر موفقیت.
5. تخیل: تجسم موفقیت و دیدن خود در حال دستیابی به هدف.
6. برنامه‌ریزی منظم: تهیه نقشهٔ دقیق و مرحله‌به‌مرحله برای دستیابی به هدف.
7. تصمیم‌گیری قاطع: اتخاذ تصمیم‌های قطعی و ادامه مسیر بدون تردید.
8. پشتکار: ادامهٔ تلاش حتی در مواجهه با شکست‌ها یا موانع.
9. قدرت ذهن جمعی (Master Mind): همکاری با افراد همفکر و حامی.
10. تبدیل انرژی جنسی: بهره‌گیری از نیروی جنسی برای تقویت انگیزه و خلاقیت.
11. ضمیر ناخودآگاه: استفاده از قدرت ناخودآگاه برای پشتیبانی از اهداف.
12. مغز: استفادهٔ منطقی و تحلیلی از مغز برای تصمیم‌گیری و اقدام.
13. حس ششم: اعتماد به شهود و هدایت درونی در تصمیم‌گیری‌های مهم.

هیل تأکید می‌کند که موفقیت تنها با انگیزه و رویا به‌دست نمی‌آید، بلکه به ترکیبی از باور، برنامه‌ریزی، تلاش مداوم، و تسلط بر ذهن و احساسات نیاز دارد.

## دقت تاریخی و اعتبار
ناپلئون هیل مدعی است که در سال ۱۹۰۸ با اندرو کارنگی، سرمایه‌دار مشهور آمریکایی، ملاقاتی داشته که الهام‌بخش نگارش این کتاب شده‌است. با این حال، هیچ سندی تاریخی مبنی بر وقوع این ملاقات وجود ندارد. در همان سال، هیل به دلیل ارتکاب تقلب در زمینهٔ فروش چوب، تحت تعقیب مقامات آلاباما بوده‌است. نکته قابل توجه اینکه او تنها پس از مرگ کارنگی در سال ۱۹۱۸، ادعای این دیدار را مطرح کرد.
همچنین، ادعای هیل مبنی بر مصاحبه با شخصیت‌های معروف آن دوران مانند هنری فورد، توماس ادیسون و دیگران نیز فاقد مدارک معتبر است. تنها مورد تأیید، برخوردی بسیار کوتاه با توماس ادیسون بوده‌است.
برخی از زندگی‌نامه‌نویسان هیل، مانند ریچارد لینگمن، کتاب او را بیش‌تر حاصل خیال‌پردازی و تبلیغات شخصی می‌دانند تا تحقیق علمی یا مصاحبه‌های مستند.

## تأثیرگذاری
کتاب بیندیشید و ثروتمند شوید نخستین بار در دوران رکود بزرگ آمریکا (دهه ۱۹۳۰) منتشر شد، زمانی که جامعهٔ آمریکا با فقر، بیکاری و ناامیدی مواجه بود. همین عامل باعث شد که پیام انگیزشی کتاب، تأثیری عمیق بر ذهن مردم بگذارد و به یکی از پرفروش‌ترین کتاب‌های آن دوران تبدیل شود.
این اثر موفق‌ترین کتاب ناپلئون هیل محسوب می‌شود و در طول دهه‌ها میلیون‌ها نسخه از آن به فروش رفته‌است. مجله بیزنس‌ویک این کتاب را حتی هفتاد سال پس از انتشار، در لیست پرفروش‌ترین کتاب‌های تجاری در رتبه ششم قرار داد. همچنین جان ماکسول، نویسنده و سخنران انگیزشی، این کتاب را در فهرست «کتاب‌هایی که باید در طول زندگی خواند» قرار داده‌است.
با این حال، آمارهای دقیق فروش کتاب همچنان محل بحث‌اند. برخی منابع رقم فروش را بیش از ۲۰ میلیون نسخه در طی ۵۰ سال گزارش کرده‌اند، اما آلیس هکت در کتاب خود ۷۰ سال کتاب‌های پرفروش معتقد است که این عدد اغراق‌شده‌است.